# Alberto García Ferreiro
Alberto García Ferreiro (Orense, 11 de marzo de 1860 – Santiago de Compostela, 9 de febrero de 1902) fue un escritor y periodista. 
Alberto estudió en Santiago de Compostela y se licenció en Derecho. Se instaló en su ciudad natal como abogado, donde fue famoso por sus capacidades oratorias. 
Al mismo tiempo escribió literatura y fundó las revistas: “La Pluma”, “La Defensa de Galicia”, y el periódico “La Semana”. Colaboraba en la revista O Tío Marcos da Portela y organizó la Asociación Regionalista Gallega en Orense.
Escribió también una obra de teatro, llamada Luchar por la Patria que se estrenó en Santiago de Compostela en 1879. Según los críticos Alberto García Ferreiro es un discípulo de Manuel Curros Enríquez, e igual que su gran ejemplo Alberto fue progresista, liberal y anticlerical. 
No dominaba bien el gallego y lo mezclaba con el castellano y con hyperenxebrismos. 
Su mejor obra es Lenda de groria un poema épico sobre el ataque de la flota inglesa al mando de Francis Drake, que fue premiada en 1890 en La Coruña por el Liceo Brigantino.
En la ciudad de La Coruña existe una calle con el nombre de García Ferreiro en honor del escritor.

## Obra
- Gritos del Alma, 1880 (poemario)
- Volvoretas, 1887 (poemario)
- Chorimas, 1890 (poemario)
- Leenda de groria, 1890 (poemario)
- Follas de papel, 1892 (poemario)

- Datos: Q2880054
- Multimedia: Alberto García Ferreiro / Q2880054